# 瑟米伊
瑟米伊（法語：Semilly，法語發音：[səmiji]）是法国上马恩省的一个市镇，属于肖蒙区。该市镇总面积14.6平方公里，2009年时的人口为91人。

## 人口
瑟米伊人口变化图示